# Aldeonte
Aldeonte település Spanyolországban, Segovia tartományban. Aldeonte Navares de Ayuso, Encinas, Grajera, Boceguillas, Barbolla, Sepúlveda és Urueñas községekkel határos. Lakosainak száma 55 fő (2024).

## Népesség
A település népessége az elmúlt években az alábbi módon változott:
| Lakosok száma | 90   | 94   | 84   | 73   | 63   | 62   | 58   | 55   | 55   | 55   |
|               | 2001 | 2004 | 2007 | 2009 | 2012 | 2014 | 2017 | 2019 | 2022 | 2024 |